# Niederalpl
Niederalpl är ett bergspass i Österrike.   Det ligger i distriktet Bruck-Mürzzuschlag och förbundslandet Steiermark, i den östra delen av landet, 90 km sydväst om huvudstaden Wien. Niederalpl ligger 1 269 meter över havet.
Terrängen runt Niederalpl är huvudsakligen kuperad, men åt sydost är den bergig. Runt Niederalpl är det ganska glesbefolkat, med 48 invånare per kvadratkilometer.. Närmaste större samhälle är Neuberg an der Mürz, 14,3 km öster om Niederalpl. 
I omgivningarna runt Niederalpl växer i huvudsak blandskog.